# Фролова, Людмила Валерьевна
Людми́ла Вале́рьевна Фроло́ва (29 июля 1953) — советская хоккеистка (хоккей на траве), вратарь. Бронзовый призёр летних Олимпийских игр 1980 года.

## Биография
Людмила Фролова родилась 29 июля 1953 года.
Играла в хоккей на траве за СКИФ из Москвы. 
В 1980 году вошла в состав женской сборной СССР по хоккею на траве на летних Олимпийских играх в Москве и завоевала бронзовую медаль. Играла на позиции вратаря, провела 3 матча, пропустила 3 мяча (два от сборной Зимбабве, один — от Индии). 
В 1981 году завоевала бронзовую медаль чемпионата мира в Буэнос-Айресе.
В 1984 году стала серебряным призёром чемпионата Европы в Лилле.
Заслуженный мастер спорта СССР (1984).